# بويان كنيجفيتش
بويان كنيجفيتش (بالصربية: Бојан Кнежевић)‏ هو لاعب كرة قدم صربي في مركز حراسة المرمى، ولد في 13 أبريل 1989 في جمهورية يوغوسلافيا الاشتراكية الاتحادية. لعب مع نادي سبارتاك ترنافا.

## وصلات خارجية
- بويان كنيجفيتش على موقع قاعدة بيانات كرة القدم.إي يو (الإنجليزية)
- بويان كنيجفيتش على موقع Soccerway.com (الإنجليزية)